# Aclis carolinensis
Aclis carolinensis är en snäckart som beskrevs av Bartsch 1911. Aclis carolinensis ingår i släktet Aclis och familjen Aclididae. Inga underarter finns listade i Catalogue of Life.